# Armond Rizzo
Pour les articles homonymes, voir Rizzo.
Armond Rizzo, né à Aurora (Illinois) le 19 juillet 1990, est un acteur américain de vidéos pornographiques gays.

## Biographie
Il commence à travailler parfois sous le nom de Joey Rodriguez avant d'adopter définitivement le pseudonyme d'Armond Rizzo.
En 2017, il apparaît à la troisième place des acteurs pornographiques gays les plus recherchés sur le site internet Pornhub, après William Seed et Johnny Rapid.
Il reçoit avec Max Konnor le prix de la meilleure scène sexuelle en duo aux GayVN Awards de 2019, saisissant l'occasion pour signaler les disparités de paie entre les acteurs et de nominations entre acteurs sous contrat d'exclusivité avec un studio et indépendants.
En 2020, il révèle sur les réseaux sociaux que le studio Blacks on Boys qui souhaitait l'engager payait en fait beaucoup moins bien les acteurs bottom (réceptifs) que les acteurs top (insertifs), lançant un débat sur internet à ce sujet.

## Vidéographie choisie
- 2013 : Inner Devil 1 (Dark Alley Media), avec Antonio Biaggi
- 2013 : Massive Raw Attack (Dark Alley Media), avec Antonio Biaggi
- 2013 : Get Your Ass in Gear! 1 (Hot House Entertainment)
- 2013 : Size Matters (Raging Stallion Studios)
- 2014 : Maximum Bareback (Raw Strokes), avec Rocco Steele
- 2014 : Bareback Auditions 1 (Michael Lucas)
- 2014 : Forgive Me Father 1 (IconMale) avec Tommy Defendi, Tu Roderick, Nick Capra
- 2017 : Revenge de Nica Noelle
- 2017 : Sinful Temptations (IconMale) de Nica Noelle
- 2018 : Family Affairs (Noir Male) de Chi Chi LaRue, avec Max Konnor
- 2018 : Big Bare Feast (FuckerMate)
- 2019 : Black on White 3 (Noir Male), avec Max Konnor
- 2022 : Family Love de Chi Chi LaRue
- 2023 : Solid Connections (Noir Male)

## Récompenses et nominations
- GayVN Awards 2019 : Best Duo Sex Scene avec Max Konnor dans Big Black Daddy
- GayVN Awards 2020 : Social Media Star[5]
- Grabby Awards 2020 : Hottest Bottom[6]